# Andrzej Dańko
Andrzej Antoni Dańko (ur. 14 września 1945 w Krakowie) – polski mechanik, działacz opozycji demokratycznej w PRL, działacz związkowy, samorządowy, polityczny i społeczny, członek komisji praworządności i porządku publicznego z ramienia Zarządu Regionu małopolskiej Solidarności w Radzie Miasta Krakowa. Wieloletni czlonek fanklubu Elvisa Presleya od 90 rocznicy urodzin Elvisa Presleya tj. od 08.01.2025 r. Honorowy Prezes.klubu  https://www.facebook.com/share/g/1Ac46Qoob8/  Andrzej Dańko jest okreslany największym fanem Elvisa w Polsce https://www.rmf24.pl/tylko-w-rmf24/krzysztof-nepelski/komentarze/news-najwiekszy-fan-elvisa-presleya-w-polsce,nId,7759188.
7 czerwca 2018 roku wzial udzial w odslonieciu gwiazdy Elvisa pod Wawelem, która powdtapa z inicjatywy przemianowanego na Elvis w Krakowie krakowskiego fankkubu Elvisa Presleya działajqcego od poczatku lat 90 pod roznymi nazwami https://www.rmf24.pl/kultura/news-elvis-presley-dolaczy-do-krakowskiej-alei-gwiazd,nId,2590368

## Życiorys
Urodził się w 1945 roku w Krakowie jako syn Jerzego i Aleksandry.
W latach 1956–1957 działał w Związku Harcerstwa Polskiego. W 1959 pracował jako zaopatrzeniowiec w Szpitalu Miejskim w Katowicach. Następnie w latach 1960–1964 pracował jako mechanik w prywatnym zakładzie w Krakowie, w latach 1964–1966 w Fabryce Supertomasyny Bonarka tamże, w latach 1966–1970 w prywatnym zakładzie, w latach 1971–1975 w Skawińskich Zakładach Materiałów Ogniotrwałych w Skawinie. W 1966 roku był organizatorem w Bonarce wyjazdu na uroczystości milenijne na Jasną Górę. W marcu 1968 roku uczestniczył w wiecach studenckich w Krakowie.
W 1974 roku uzyskał dyplom mistrzowski wydany przez Krakowską Izbę Rzemieślniczą. W latach 1975–1977 był monterem w Mostostalu Będzin, w Hucie Katowice. W latach 1977–1979 był starszym rzemieślnikiem, następnie młodszym maszynistą w Polskich Kolejach Państwowych Kraków. W latach 1979–1995 pracował jako mechanik w Krakowskich Zakładach Armatury.
Po 1976 uczestniczył w kolportażu wydawnictw niezależnych Ruchu Obrony Praw Człowieka i Obywatela oraz Komitetu Obrony Robotników, m.in. dwutygodnika Robotnik.
Od września 1980 roku był członkiem NSZZ „Solidarność”. Od października tegoż roku był członkiem Tymczasowego Komitetu Założycielskiego w Krakowskich Zakładach Armatury, a następnie członkiem Prezydium Komitetu Założycielskiego. W styczniu 1981 roku był współzałożycielem Biuletynu Informacyjnego „Solidarności” w Armaturze. Pracował w Sekcji Interwencji Międzyzakładowego Komitetu Założycielskiego Małopolska, następnie w Zarządzie Regionu Małopolska.
13 grudnia 1981 był jednym z przywódców strajku w Krakowskich Zakładach Armatury. W latach 1982–1988 był członkiem Prezydium Tymczasowego Komitetu Założycielskiego w Zakładach Armatury, współorganizatorem Międzyzakładowej Komisji Koordynacyjnej Podgórze–Łęg–Skawina–Wieliczka. Był założycielem i w latach 1983–1987 autorem i koordynatorem pisma Międzyzakładowej Komisji Koordynacyjnej Solidarność Podgórza, Łęgu, Skawiny i Wieliczki.
W latach 1985–1988 był członkiem Międzyzakładowego Komitetu Strajkowego Kraków, RKS Małopolska. Był organizatorem kolportażu w strukturach ponadzakładowych, akcji plakatowych, ulotkowych, malowania na murach, pomocy dla represjonowanych, wyjazdów wakacyjnych dzieci działaczy „Solidarności”. Był także animatorem kultury niezależnej w krypcie kościoła oo. Pijarów w Krakowie. Od września 1988 był członkiem jawnego Regionalnego Komitetu Strajkowego. W latach 1988–1995 był członkiem Tymczasowego Komitetu Założycielskiego, a następnie Komitetu Założycielskiego „Solidarności” w Krakowskich Zakładach Armatury.
Od 29 grudnia 1981 aż do sierpnia 1989 był rozpracowywany przez Wydział III-A Komitetu Wojewódzkiego Milicji Obywatelskiej/Wojewódzkiego Urzędu Spraw Wewnętrznych w Krakowie w ramach KE. W ramach tego rozpracowania otrzymał zastrzeżenie wyjazdów wniesione przez Wydział V Wojewódzkiego Urzędu Spraw Wewnętrznych w Krakowie od 10 września 1985. Zastrzeżenie anulowano 12 października 1987. 
W latach 1989–1995 był delegatem na kolejne WZD Regionu Małopolska, był członkiem Prezydium Zarządu Regionu Małopolska, szefem Sekcji Interwencji. W 1989 roku był członkiem Komitetu Obywatelskiego „Solidarność”. Brał udział w kampanii wyborczej, organizował spotkania, plakatowanie. W pierwszej połowie lat 90. uczestniczył w głodówce w czasie strajku „Solidarności” Służby Zdrowia i tzw. budżetówki. Był członkiem Rady Politycznej Porozumienia Centrum.
Przez trzy kadencje był członkiem Komisji Praworządności i Porządku Publicznego Rady Miasta Krakowa z ramienia Zarządu Regionu Małopolska „Solidarności”.
Od 1995 roku był na rencie, następnie na emeryturze. W 2001 roku został członkiem oraz przewodniczącym Komisji Rewizyjnej Fundacji Solidarni Solidarnym. Zaangażował się również w działalność Stowarzyszenia dla Małopolski, w ramach którego organizował w 2002 roku kampanię profesora Jerzego Vetulaniego na prezydenta Krakowa. Organizował wystawy dokumentujące działalność opozycji demokratycznej w Polsce zatytułowane Drogi do Niepodległości.

## Odznaczenia
- Medal Małopolskiej „Solidarności” przyznany przez Małopolską Solidarność (1 lipca 2016)[5]
- Medal „Dziękujemy za Wolność” przyznany przez Stowarzyszenie Sieć Solidarności (2019)[6][7]